# Coprosma baueri
Coprosma baueri är en måreväxtart som beskrevs av Stephan Ladislaus Endlicher. Coprosma baueri ingår i släktet Coprosma och familjen måreväxter. Inga underarter finns listade i Catalogue of Life.